# 斧萼玉凤花
斧萼玉凤花（学名：Habenaria commelinifolia）为兰科玉凤花属下的一个种。

## 扩展阅读
- 維基物種上的相關：斧萼玉凤花